# Blanca Nieves y... sus 7 amantes
Blanca Nieves y... sus 7 amantes es una película de comedia, drama y romance mexicana de 1980, producida, escrita y dirigida por Ismael Rodríguez, y protagonizada por Sasha Montenegro, Eric del Castillo, Rafael Inclán y Raúl «Chóforo» Padilla. Esta película fue filmada en locaciones de Ixtapa, Guerrero, México.

## Trama
Blanca Nieves (agente encubierto), tiene la misión de entregar un paquete, pero su barco naufraga en una isla desierta habitada por 7 criminales, a quienes debe complacer para poder sobrevivir.

## Reparto
- Sasha Montenegro como Blanca Nieves
- Eric del Castillo como El Norteño
- Rafael Inclán como El Zopilote
- Carlos Riquelme como Don Carlitos
- Noé Murayama como El Fedayin
- Raúl Padilla «Chóforo» como El Chavo
- Hector "Cholo" Herrera como El Yucateco
- Víctor Manuel "Güero" Castro como Flor
- Luis Manuel Pelayo
- Hector Suárez